# Cuartero
Cuartero is een gemeente in de Filipijnse provincie Capiz op het eiland Panay. Bij de laatste census in 2007 had de gemeente ruim 25 duizend inwoners.

## Geografie

### Bestuurlijke indeling
Cuartero is onderverdeeld in de volgende 22 barangays:
| - Agcabugao - Agdahon - Agnaga - Angub - Balingasag - Bito-on Ilawod - Bito-on Ilaya - Bun-od - Carataya - Lunayan - Mahabang Sapa | - Mahunodhunod - Maindang - Mainit - Malagab-i - Nagba - Poblacion Ilawod - Poblacion Ilaya - Poblacion Takas - Puti-an - San Antonio - Sinabsaban |

## Demografie
Cuartero had bij de census van 2007 een inwoneraantal van 25.306 mensen. Dit zijn 1.020 mensen (4,2%) meer dan bij de vorige census van 2000. De gemiddelde jaarlijkse groei komt daarmee uit op 0,57%, hetgeen lager is dan het landelijk jaarlijks gemiddelde over deze periode (2,04%). Vergeleken met de census van 1995 is het aantal mensen met 1.171 (4,4%) afgenomen.

De bevolkingsdichtheid van Cuartero was ten tijde van de laatste census, met 25.306 inwoners op 106,58 km², 237,4 mensen per km².